# Carotine
| Strukturen einiger Carotine                        |
| -------------------------------------------------- |
| α-Carotin (CAS-Nummer: 7488-99-5, PubChem 6419725) |
| β-Carotin (CAS-Nummer: 7235-40-7, PubChem 5280489) |
| γ-Carotin (CAS-Nummer: 472-93-5, PubChem 5280791)  |
| δ-Carotin (CAS-Nummer: 472-92-4, PubChem 5281230)  |
| Lycopin (CAS-Nummer: 502-65-8, PubChem 446925)     |

Carotine (Plural zu Carotin, von lateinisch carota „Karotte“) sind zu den Terpenen zählende ungesättigte Kohlenwasserstoffe mit der Summenformel C40Hx, die als rotgelbe Naturfarbstoffe in vielen Pflanzen vorkommen, besonders in deren farbigen Früchten, Wurzeln und Blättern.
Die Carotine gehören zu den sekundären Pflanzenstoffen; sie werden von Pflanzen aufgebaut – Tiere können dies im Allgemeinen nicht – und stellen Pigmente dar, die teils als akzessorisches Pigment bei der Photosynthese mitwirken, indem Doppelbindungen ihrer Kohlenstoffkette Licht bestimmter Wellenlängen absorbieren. Chemisch handelt es sich um Tetraterpene, deren Enden als Jonon-Ringe vorliegen können. Carotine sind unpolar, daher lipophil und kaum wasserlöslich. Sie enthalten neben Kohlenstoff- nur Wasserstoffatome und treten in zahlreichen Varianten auf. Die Xanthophylle enthalten dagegen außerdem Sauerstoff; Carotine und Xanthophylle bilden die beiden Hauptgruppen der Carotinoide.
Das bekannteste Carotin ist das β-Carotin (beta-Carotin). Es ist die wichtigste Vorstufe von Vitamin A und wird deswegen auch als Provitamin A bezeichnet. Neben β-Carotin können auch α- (alpha-) und γ-Carotin (gamma-Carotin) sowie β-Cryptoxanthin in Vitamin A umgewandelt werden. Die verschiedenen Vorstufen haben jedoch auch von Vitamin A unabhängige Wirkungen.
In Pflanzen haben Carotine eine Funktion bei der Photosynthese und schützen vor den schädlichen Auswirkungen der UV-Strahlen. In den Wurzeln von Pflanzen gebildet, übernehmen sie dort den Schutz vor Infektionen.
Der Mensch nimmt mit seiner Nahrung in größeren Mengen α- und β-Carotin, α- und β-Cryptoxanthin sowie Lycopin auf. Die Funktionen und Wirkungen der Carotine im menschlichen Körper werden mehr und mehr bekannt, sind aber teils umstritten. So lassen etwa neuere Studien Zweifel an der krebshemmenden Wirkung aufkommen. Eine generell zellschützende Wirkung als Antioxidantien kann ihnen jedoch zugeschrieben werden.

## Natürliches Vorkommen

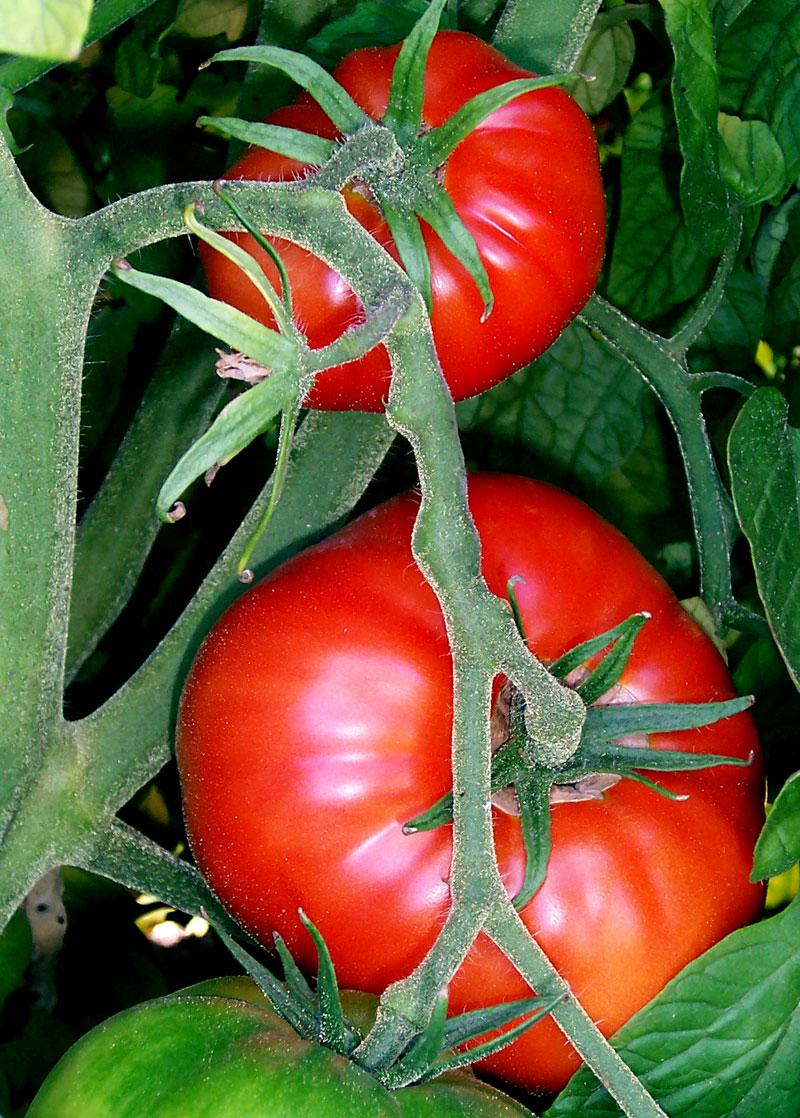
Tomate (Solanum lycopersicum)

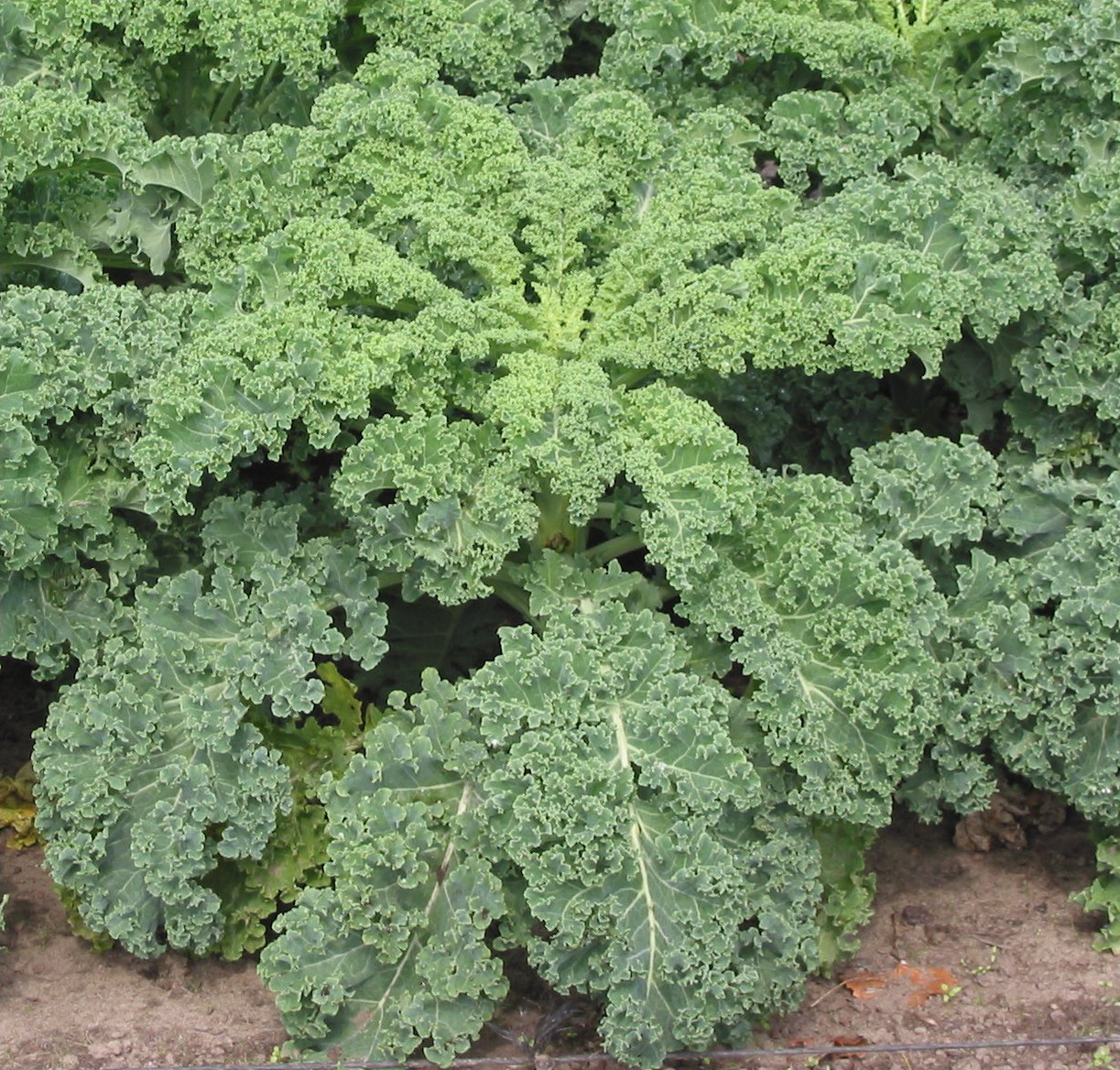
Grünkohl

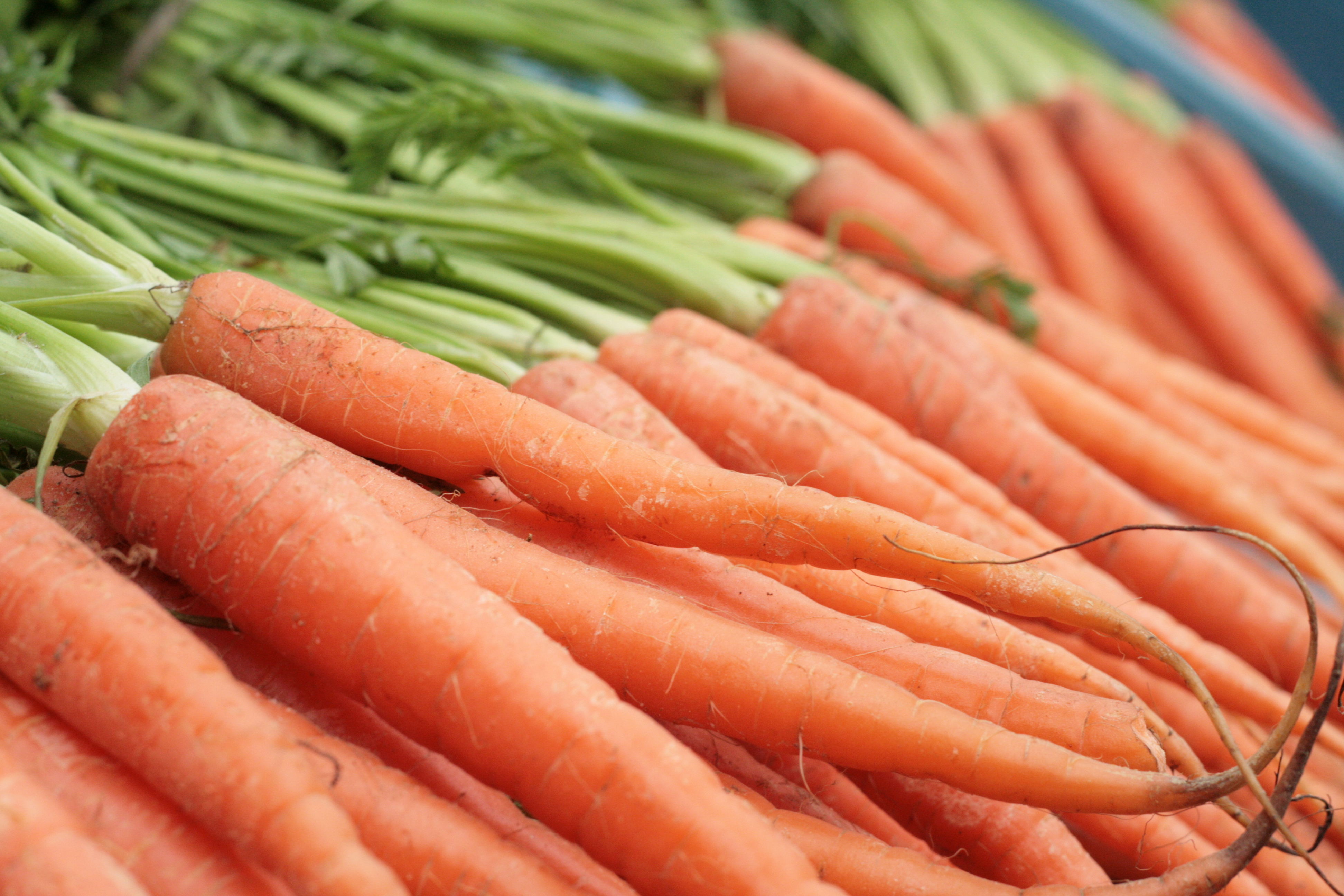
Karotten

α-Carotin (Alpha-Carotin) ist mit β-Carotin der Farbstoff der Karotte und mit Lycopin das Rot der Tomate. Auch die gelben bis roten Farbstoffe in Spinat, Salat, Orangen, Bohnen, Broccoli und Paprika sind Carotine.
β-Carotin (Beta-Carotin, INN: Betacaroten) ist die wichtigste Vorstufe von Retinol (Vitamin A) und wird deshalb auch als Provitamin A bezeichnet.
Die besten Quellen von Beta-Carotin sind Grünkohl, tiefgelbe bis orange Früchte und Gemüse, aber auch dunkelgrüne Gemüsesorten. Grünkohl hat mit 8,68 mg β-Carotin/100 g den höchsten Gehalt an Beta-Carotin von allen Lebensmitteln.
Beispiele:
- gelbe bis orange Gemüse: Karotten, Süßkartoffeln, Kürbisse
- gelbe bis orange Früchte: Kakis, Aprikosen, Papayas, Mangos, Nektarinen, Pfirsiche, Birnen, Sanddorn
- dunkelgrünes Gemüse: Grünkohl, Spinat, Broccoli, Endivien, Chicorée, Kresse, Rucola, Blätter von Roter Beete oder Löwenzahn, hoher Gehalt in Blättern von Wiesen-Sauerampfer (0,15 %) und Portulak (0,45 %).
- auch mögliche Quellen von β-Carotin sind: Tomaten, Spargel, Erbsen, Kohl, Mais, Sauerkirschen, Pflaumen

## Nomenklatur
Die IUPAC empfiehlt abweichend eine Nomenklatur der Carotine entsprechend deren Endgruppen, wobei β oder ε für Jononringe enthaltende und ψ für offenkettige Endstrukturen stehen. Somit heißt α-Carotin auch β,ε-Carotin, β-Carotin auch β,β-Carotin, γ-Carotin auch β,ψ-Carotin, δ-Carotin auch ε,ψ-Carotin und Lycopin nach IUPAC-konformer Nomenklatur auch ψ,ψ-Carotin. Die vorgenannten Verbindungen haben alle die gleiche Summenformel C40H56, ebenso wie ε-Carotin (epsilon-Carotin, ε,ε-Carotin), anders als beispielsweise ζ-Carotin (zeta-Carotin, Tetrahydro-ψ,ψ-carotin; C40H60), eine aus Phytoen (Octahydro-ψ,ψ-carotin; C40H64) gebildete Vorstufe von Neurosporin (Dihydro-ψ,ψ-carotin; C40H58) wie darüber von Lycopin bei der Biosynthese von Carotinoiden in Pflanzen und in einigen Schlauchpilzen, beispielsweise Neurospora crassa.

## Analytik
Zur zuverlässigen qualitativen und quantitativen Bestimmung der Carotine in humanen Blut-/Plasmaproben eignet sich nach angemessener Probenvorbereitung die Kopplung der HPLC mit der Massenspektrometrie. Die analytische Technik eignet sich ebenfalls nach spezifischer Probenvorbereitung zur Bestimmung der Carotine in pflanzlichem Material. Auch zur Analytik von Ölen ist die Methodik einsetzbar.

## Verwendung als Lebensmittelfarbstoff
Aus Pflanzen extrahiertes oder synthetisch hergestelltes Beta-Carotin wird als Lebensmittelfarbstoff (E 160a, siehe Lebensmittelzusatzstoff) sowie als Beigabe zu Vitaminpräparaten verwendet. Beta-Carotin wird vielen Lebensmitteln wie zum Beispiel Butter, Margarinen, Süßwaren, Molkereiprodukten und Limonaden in teilweise sehr hohen Mengen zugesetzt, um dem Verbraucher das von ihm erwartete Bild der Ware (Farbe) zu bieten. Ansonsten wären beispielsweise Margarinen mehr oder weniger weiß bis hellgrau. Die meisten Fette sind im reinen Zustand farblos – die üblicherweise mit Fetten assoziierten Farben kommen von entsprechenden Spurenstoffen. Der gelbliche Ton von menschlichem Körperfett (z. B. Talg) und Butter basiert auf natürlicherweise enthaltenem Carotin und kann je nach Ernährung variieren.

## Resorption im menschlichen Darm
Die Aufnahme von β-Carotin ist schlechter als von Vitamin A. Es muss etwa sechsmal so viel β-Carotin aufgenommen werden, um dem Körper die gleiche Menge Vitamin A zur Verfügung zu stellen. Die beiden Stoffe sind frei kombinierbar. Die Deutsche Gesellschaft für Ernährung (DGE) empfiehlt für gesunde Erwachsene eine tägliche Zufuhr von 0,8 bis 1,1 mg Vitamin A.

## Gesundheitliche Aspekte
Anders als bei Vitamin A kann es beim Menschen nach übermäßiger Zufuhr von Carotinen mit Provitamin-A-Aktivität nicht zu einer Hypervitaminose kommen. Dies liegt an der geringeren Resorptionsrate für Carotine (20–35 % für β-Carotin) sowie an der begrenzten Kapazität zur Umwandlung in Vitamin A. Die enzymatisch gesteuerte Konversion zu Vitamin A hängt von der Höhe der β-Carotin- und Proteinzufuhr, der Vitamin-E-Versorgung und der gleichzeitigen Fettzufuhr ab. Auch der Vitamin-A-Status spielt eine große Rolle: Je besser die Vitamin-A-Versorgung, desto geringer die Enzymaktivität.
Der Mensch transportiert einen Großteil aufgenommener Carotinoide in unveränderter Form, während die Ratte Carotinoide nahezu vollständig konvertiert. Carotinoide finden sich in verschiedenen Organen des Menschen. Die höchsten Konzentrationen lassen sich in der Leber, der Nebenniere, den Hoden und dem Gelbkörper feststellen; Niere, Lunge, Muskeln, Herz, Gehirn oder Haut weisen dagegen geringere Carotinoidspiegel auf.
Ein Überschuss an Carotinoiden als Folge einer langandauernden übermäßigen Zufuhr macht sich beim Menschen optisch als Gelbfärbung der Haut bemerkbar („Carotinodermie“, „Karottenikterus“, Carotinämie). Betroffen sind zunächst der Bereich der Nasolabialfalten, die Palmarseite der Hände und die Fußsohlen. Die Gelbfärbung geht zurück, wenn die Überversorgung eingestellt wird.
Teratogene Effekte des β-Carotin sind nicht bekannt. Sogar hohe supplementierte Tagesdosen (20–30 mg) oder eine überaus carotinreiche Ernährung über lange Zeiträume sind nicht mit einer Toxizität verbunden.
Allerdings steht die mehrjährige Supplementierung von β-Carotin im Verdacht, bei Rauchern und Trinkern das Inzidenzrisiko für Lungenkrebs und Darmkrebs zu erhöhen. So wurde in einer australischen Studie im Journal of the National Cancer Institute vom 21. Mai 2003, die den Effekt als Sonnenschutzmittel untersuchen wollte, bei Rauchern und Personen, die regelmäßig mehr als ein alkoholisches Getränk pro Tag zu sich nahmen, eine doppelte Anzahl von Adenomen des Dickdarms – den Vorstufen von Darmkrebs – gefunden. Bei Nichtrauchern und Nichttrinkern reduzierte sich stattdessen deren Auftreten um 44 %. Die American Cancer Society verlangt Warnschilder auf β-Carotin-haltigen Waren, um Raucher auf ein möglicherweise gesteigertes Lungenkrebsrisiko hinzuweisen.
Nach Anordnung des Bundesinstituts für Arzneimittel müssen seit Mai 2006 alle Arzneimittel, die zwischen 2 mg und 20 mg β-Carotin enthalten, mit dem Warnhinweis versehen werden, dass „starke Raucher“ („20 oder mehr Zigaretten“ täglich) diese Arzneimittel nicht über einen längeren Zeitraum einnehmen sollten. Arzneimittel mit mehr als 20 mg β-Carotin müssen nach dieser Anordnung unter „Gegenanzeigen“ erwähnen, dass das Arzneimittel von starken Rauchern nicht eingenommen werden darf. Auf das in klinischen Studien festgestellte erhöhte Risiko für
das Auftreten von Lungenkrebserkrankungen bei Rauchern muss jeweils zusätzlich hingewiesen werden. Für Arzneimittel, die β-Carotin nur als Hilfsstoff enthalten und bei deren Anwendung mehr als 2 mg β-Carotin pro Tag eingenommen werden, wurde die Zulassung zum 1. Juli 2006 widerrufen.
Durch die Studien kann keine Aussage darüber getroffen werden, ob durch den Konsum von naturbelassenen Lebensmitteln mit natürlichem Carotingehalt eine Gefahr bestehen könnte; allerdings ist der Anteil von β-Carotin in naturbelassenen Lebensmitteln und Säften oftmals merklich geringer als in künstlich damit angereicherten.
Im Rahmen der sogenannten CARET-Studie wurde in den 1990er Jahren der Effekt einer Supplementierung von täglich 30 mg β-Carotin in Kombination mit 25.000 I.E. Retinylpalmitat auf das Inzidenzrisiko für verschiedene Krebserkrankungen sowie die Mortalität untersucht. Es nahmen 18.314 Personen teil, deren Inzidenzrisiko für Lungenkrebs erhöht war, weil sie entweder eine langjährige Raucherkarriere hinter sich hatten oder Asbeststaub ausgesetzt waren. Die Forscher fanden als mutmaßliche Supplementierungsfolge neben der weiteren Risikoerhöhung für Lungenkrebs auch eine erhöhte Sterblichkeit infolge einer Herz-Kreislauf-Erkrankung.

## Historisches
Carotin wurde zuerst von Ferdinand Wackenroder entdeckt, der es aus Karotten isolierte. William Christopher Zeise erkannte, dass es sich um einen Kohlenwasserstoff handelt. Paul Karrer, der 1937 für seine Untersuchungen an Carotinoiden, Flavinen und Vitaminen den Nobelpreis für Chemie erhielt, hatte 1930 die korrekte Konstitutionsformel des beta-Carotins aufgestellt. Zur Strukturaufklärung nutzte er Abbaureaktionen mit Ozon, Kaliumpermanganat oder Chromsäure. Die genaue Anordnung der Atome von β-Carotin wurde mit Hilfe der Röntgenstrukturanalyse bestimmt und 1964 bekanntgegeben.